# Olympische Jugend-Sommerspiele 2014/Teilnehmer (Malediven)
| Gelbes Symbol für Goldmedaillen mit stilisierten Olympischen Ringen | Graues Symbol für Silbermedaillen mit stilisierten Olympischen Ringen | Braundes Symbol für Bronzemedaillen mit stilisierten Olympischen Ringen |
| ------------------------------------------------------------------- | --------------------------------------------------------------------- | ----------------------------------------------------------------------- |
| —                                                                   | —                                                                     | —                                                                       |

Die Jugend-Olympiamannschaft der Malediven für die II. Olympischen Jugend-Sommerspiele vom 16. bis 28. August 2014 in Nanjing (Volksrepublik China) bestand aus … Athleten.

## Athleten nach Sportarten

### Leichtathletik
Jungen
- Hussain Shahudhaan Fahumee
100 m: DNS (Finale)

### Schwimmen
| Mädchen - Aishath Sajina 50 m Freistil: 45. Platz | Jungen - Mohamed Muthasim Adnan 50 m Freistil: 43. Platz 50 m Schmetterling: 44. Platz |